# Brewster (Kansas)
Brewster – miasto w Stanach Zjednoczonych, w stanie Kansas, w hrabstwie Thomas.